# デーモンシステム
デーモンシステムはデュイット・デーモン博士が開発した矯正歯科治療に用いるローフォースローフリクション装置のこと。オームコより発売されている。セルフライゲーティングブラケットを用いる矯正方法であるローフォースローフリクション装置の中ではもっとも知名度が高く代表的なシステムである
。1996年にデーモンブラケットが発売され、改良版であるデーモン2ブラケットが発売された際アメリカで一大ブームをおこした。2004年にデーモン3ブラケットが、2007年にデーモン3Mxブラケットが発売された。また2009年にはデーモンQが発売された。デーモンQではブラケットに仕込まれているトルク値の幅が大きくなりブラケットサイズが小型化、シャッターの開閉の簡便化など改良された一方、従来のデーモン2、デーモン3、デーモン3Mxとの互換性がなくなるなどメジャーバージョンアップとなっている。デーモン3の発売をうけデーモン2までのバージョンは2007年までに製造が中止されている。
2010年5月に第6世代のデーモンクリアがアメリカ矯正歯科学会で発表され、2010年8月日本でも発売が開始された。2012年2月には下顎もクリアブラケットに対応したデーモンクリア2が発売を開始した。2018年に治療速度を改良したデーモンQ2が発売された。治療実績も順調に伸びており、デーモンシステムで治療を受けた患者数は、全世界で2006年に100万人、2008年に300万人、2018年に600万人を超えている。

## 世代による分類
- 第1世代-デーモンシステム
- 第2世代-デーモン2:オールメタル製。ブラケットの小型化。
- 第3世代-デーモン3:半分が透明なハーフタイプのブラケット[3]。
- 第4世代-デーモン3Mx:耐久性の向上とスライドの開閉を改良[4]。
- 第5世代-デーモンQ：ブラケットサイズの小型化。スライドの開閉に「スピンテック」という新技術を導入し開閉の簡便化[5]。
- 第6世代-デーモンクリア:クリアタイプのデーモンブラケット。治療中のブラケット脱離を軽減させる特許技術を導入[6]。
- 第7世代-デーモンクリア2:下顎にもクリアブラケットが装着できるようなった。スロット精度を向上させることにより現行品の2倍のトルクコントロールが可能となっている[7]。
- 第8世代-デーモンQ2:2018年発売。四方の硬い壁と高精度スロットによりデーモンQと比較してローテーションコントロール性能が約2倍に向上[2]。

## 関連
- 矯正歯科
- セルフライゲーティングブラケット
- ローフォースローフリクションテクニック